# Almirante de la Flota (España)
El Almirante de la Flota (ALFLOT) es un alto cargo de la Armada española responsable de la Flota, es decir, el conjunto de buques de superficie y submarinos, unidades de guerra de minas, unidades aéreas, unidades de guerra naval especial y la Infantería de Marina.
La misión principal del ALFLOT es la preparación de la Flota. Esta preparación abarca el conjunto de actividades dirigidas a alistar, adiestrar y evaluar los medios y unidades de la Flota, y la generación y sanción de la doctrina sobre preparación y empleo de unidades.
El ALFLOT es nombrado por el rey, a propuesta del ministro de Defensa, y tiene dependencia directa del almirante jefe de Estado Mayor de la Armada.

## Cuartel General de la Flota
El Cuartel General de la Flota (CGF) se constituye por los órganos que agrupan los recursos humanos y materiales necesarios para asistir al Almirante de la Flota en el ejercicio del mando. El CGF está formado por: el Estado Mayor de la Flota, los órganos de asistencia directa y la Ayudantía Mayor.

### Estado Mayor de la Flota

Emblema del Estado Mayor de la Flota

El Estado Mayor de la Flota es el órgano auxiliar del ALFLOT, y se divide en cuatro secciones:
- La Sección de Recursos, que es responsable del alistamiento de las unidades de la Fuerza en todos los aspectos relacionados con la Logística Operativa y la coordinación y control en materia económica, excepto en lo referente a los sistemas de información y telecomunicaciones.
- La Sección de Operaciones, que es responsable en materia de adiestramiento, evaluación y certificación de unidades, generación de fuerzas y agrupaciones operativas, seguimiento de la actividad de las unidades y mandos de la Flota asignados a otros mandos durante la realización de operaciones y ejercicios, y de la gestión de las actividades y del ciclo de inteligencia en el ámbito de la Flota.
- La Sección de Planes, que es responsable en materia de organización, funcionamiento y procesos de trabajo en el ámbito de la Flota, relaciones de la Flota con las marinas aliadas, proceso de generación de fuerzas y seguimiento de la aportación naval en el marco de las organizaciones nacionales o multinacionales, aspectos no tácticos del planeamiento de las actividades de estas fuerzas y contribución a la definición de medios.
- La Sección CIS, que es responsable de la coordinación e implantación en la Flota de la doctrina y procedimientos de operación de los sistemas de información y telecomunicaciones, del planeamiento y determinación de las necesidades de los sistemas de información, comunicaciones y material criptográfico, tanto nacionales como OTAN, de la asignación de prioridades en el empleo de los medios disponibles y de la difusión y control del cumplimiento de la normativa INFOSEC.

Desde el final de la guerra civil, el Estado Mayor de la Flota siempre estuvo embarcado en el crucero Canarias. Cuando este fue dado de baja se trasladó a la Base Naval de Ferrol hasta que finalmente en 1988 se trasladó a su ubicación actual en la Base Naval de Rota.

### Órganos de asistencia directa
Los órganos de asistencia directa son:
- Ayudante.
- Secretaría personal.
- Sección de Seguridad Naval de la Bahía de Cádiz.
- Asesoría Jurídica de la Bahía de Cádiz.
- Oficina de Relaciones con los Medios de Comunicación Social.

### Ayudantía Mayor
La Ayudantía Mayor del Cuartel General de la Flota es responsable de prestar los servicios generales a las unidades encuadradas en dicho cuartel general y a las unidades de la Flota ubicadas en la Base Naval de Rota que expresamente se le asignen.

## Fuerzas y Flotillas
Para una mejor ejecución de las misiones y de los objetivos de la Armada, la Flota, aparte de los órganos administrativos, se divide en diversas fuerzas y flotillas, cada una de ellas lideradas por un comandante que responde directamente ante el ALFLOT.

### Fuerza de Acción Naval
La Fuerza de Acción Naval (FAN) es el conjunto de medios y unidades de la Armada encargado de efectuar misiones relacionadas con capacidades como la proyección del poder naval, la protección y seguridad marítima, la libertad de acción y el apoyo logístico operativo.
Entre las unidades que constituyen la Fuerza de Acción Naval se incluyen las fragatas de la clase F-100 y de la clase Santa María y los buques de aprovisionamiento Cantabria y Patiño, encuadrados dentro del Grupo de Acción Naval 1 (COMGRUP-1), y los buques anfibios clase Galicia y el buque de proyección estratégica Juan Carlos I dentro del Grupo de Acción Naval 2 (COMGRUP-2).
La Fuerza de Acción Naval está bajo el mando de un vicealmirante del Cuerpo General de la Armada denominado Almirante de Acción Naval (ALNAV).

### Fuerza de Acción Marítima
La Fuerza de Acción Marítima (FAM) se compone de unidades que tienen por cometido principal prepararse para proteger los intereses marítimos nacionales y el control de los espacios marítimos de soberanía e interés nacional, contribuyendo al conjunto de actividades que llevan a cabo las distintas administraciones públicas con responsabilidades en el ámbito marítimo.
Está compuesta por Buques de Vigilancia Marítima, Unidades Auxiliares, Buques Científicos y el Buque Escuela.
El mando de la Fuerza de Acción Marítima lo ejerce un vicealmirante del Cuerpo General de la Armada en situación de servicio activo, con la denominación de Almirante de Acción Marítima.

### Fuerza de Infantería de Marina
Es la unidad anfibia de élite de las fuerzas armadas encargada de llevar a cabo la guerra anfibia y proporcionar proyección de fuerza desde el mar.
Al frente de la Infantería está un general de División conocido como el comandante general de la Infantería de Marina (COMGEIM).

### Flotilla de Submarinos
La Flotilla de Submarinos tiene como misión garantizar la libre acción de las Fuerzas de Superficie, es decir, neutralizar las amenazas (de superficie y submarinas) que puedan impedir el acceso de una Fuerza Naval a los escenarios elegidos para su actuación, normalmente escenarios litorales y costeros alejados del territorio nacional. Además podrá realizar otros cometidos, como: misiones de recolección de inteligencia, misiones de reconocimiento e información en zonas avanzadas para apoyo a una Fuerza Naval y misiones de infiltración en la costa de comandos de operaciones especiales.
Al frente de la Flotilla se encuentra el Comandante de la Flotilla de Submarinos (COMSUBMAR), que tiene rango de Capitán de Navío.

### Flotilla de Aeronaves
La Flotilla de Aeronaves es el armada aérea de la Armada Española. Se divide en escuadrillas (actualmente activas las escuadrillas 3.º, 4.º, 5.º, 6.º, 9.º y 10.º), cada una de ellas encargada de un modelo específico de aeronave.
A su cargo está el Comandante de la Flotilla de Aeronaves (COMFLOAN), que tiene rango de Capitán de Navío.

## Centro de Valoración y Apoyo a la Calificación Operativa para el Combate
El Centro de Valoración y Apoyo a la Calificación Operativa para el Combate (CEVACO) se creó el 1 de enero de 1994 con el objetivo de «colaborar en la consecución de la apropiada Calificación Operativa para el Combate de los buques y evaluar los resultados mediante la exhaustiva comprobación del rendimiento de los Sistemas y de la dotación que los utilizan, con arreglo a la doctrina vigente». Depende directamente del ALFLOT.

## Centro de Doctrina de la Flota

Emblema del Centro de Doctrina de la Flota

El Centro de Doctrina de la Flota (CEFLOT), es una unidad de la Armada Española mediante el cual el Almirante de la Flota conduce, promueve, regula e inspecciona el procedimiento por el que se crea la doctrina táctica.

## Mando de Vigilancia y Seguridad Marítima
El Mando de Vigilancia y Seguridad Marítima (MVSM) es el órgano de la estructura operativa de las Fuerzas Armadas responsable del planeamiento, conducción y seguimiento de las operaciones de vigilancia y seguridad de los espacios marítimos de soberanía, responsabilidad e interés nacional.
El ALFLOT es el comandante del Mando de Vigilancia y Seguridad Marítima y este último está directamente subordinado al JEMAD.

## Comandantes de la Flota
El jefe de la Flota era conocido como el comandante general de la Flota, hasta 1987, cuando pasó a denominarse almirante de la Flota.

### Comandantes generales de la Flota
1. Francisco Regalado Rodríguez (24 de septiembre de 1951-10 de noviembre de 1952)
2. Guillermo Díaz Del Río y Pita Da Veiga (10 de noviembre de 1952-4 de julio de 1953)
3. Benigno González Aller y Acebal (4 de julio de 1953-3 de diciembre de 1954)
4. Felipe José Abárzuza y Oliva (3 de diciembre de 1954-12 de diciembre de 1955)
5. Jerónimo Bustamante De La Rocha (12 de diciembre de 1955-24 de agosto de 1956)
6. Javier Mendizabal y Cortazar (24 de agosto de 1956-1 de marzo de 1957)
7. Santiago Antón Rozas (1 de marzo de 1957-9 de mayo de 1957)
8. Pedro Nieto Antúnez (9 de mayo de 1957-14 de agosto de 1958)
9. Pascual Cervera y Cervera (14 de agosto de 1958-5 de octubre de 1960)
10. Francisco Benito Perera (5 de octubre de 1960-3 de marzo de 1962)
11. Faustino Ruiz González (3 de marzo de 1962-17 de enero de 1963)
12. Pablo Suanzes Jaudenes (17 de enero de 1963-2 de julio de 1963)
13. Rafael Fernández De Bobadilla y Ragel (2 de julio de 1963-21 de mayo de 1964)
14. Indalecio Núñez Iglesias (21 de mayo de 1964-11 de noviembre de 1965)
15. Miguel A. García Agulló y Aguado (11 de noviembre de 1965-18 de octubre de 1966)
16. Alfredo Lostau Santos (18 de octubre de 1966-11 de mayo de 1970)
17. Juan Cervera y Cervera (11 de mayo de 1970-15 de abril de 1971)
18. Gabriel Pita Da Veiga y Sanz (15 de abril de 1971-10 de julio de 1972)
19. Enrique Amador Franco (10 de julio de 1972-14 de abril de 1973)
20. Francisco J. De Elizalde y Lainez (14 de abril de 1973-14 de octubre de 1975)
21. Luis Arévalo Pelluz (14 de octubre de 1975-12 de noviembre de 1976)
22. Juan Carlos Muñoz Delgado y Pinto (12 de noviembre de 1976-26 de julio de 1978)
23. José Ramón Caamaño-Fernández (26 de julio de 1978-3 de noviembre de 1979)
24. Fernando Moreno De Alborán y Reyna (3 de noviembre de 1979-19 de abril de 1980)
25. Jaime Díaz Deus (19 de abril de 1980-12 de enero de 1981)
26. Manuel M. Manso Quijano (12 de enero de 1981-16 de marzo de 1982)
27. Joaquín Contreras Franco (16 de marzo de 1982-27 de febrero de 1984)
28. Eliseo Álvarez-Arenas y Pacheco (27 de febrero de 1984-17 de enero de 1985)
29. Fernando Nardiz Vial (17 de enero de 1985-21 de octubre de 1985)
30. Rafael Ceñal Fernández (21 de octubre de 1985-28 de noviembre de 1986)
31. José Luis Torres Fernández (28 de noviembre de 1986-12 de noviembre de 1988)

### Almirantes de la Flota
1. Gonzalo Rodríguez Martín Granizo (12 de noviembre de 1988-4 de junio de 1990)
2. Pedro Regalado Aznar (4 de junio de 1990-28 de octubre de 1994)
3. Miguel J. García De Lomas Rístori (28 de octubre de 1994-17 de agosto de 1995)
4. Manuel Acedo Manteola (17 de agosto de 1995-6 de noviembre de 1998)
5. Francisco Rapallo Comendador (6 de noviembre de 1998-25 de septiembre de 2001)
6. José A. Balbás Otal (25 de septiembre de 2001-30 de diciembre de 2003)
7. Ángel Manuel Tello Valero (30 de diciembre de 2003-5 de septiembre de 2006)
8. Fernando Armada Vadillo (5 de septiembre de 2006-29 de julio de 2008)
9. Juan Carlos Muñoz-Delgado Díaz del Río (29 de julio de 2008-8 de junio de 2011)
10. Santiago Bolíbar Piñeiro (8 de junio de 2011-29 de agosto de 2015)
11. Javier Franco Suanzes (29 de agosto de 2015-10 de octubre de 2016)
12. Juan Rodríguez Garat (10 de octubre de 2016-25 de septiembre de 2018)
13. Manuel Garat Caramé (25 de septiembre de 2018-13 de mayo de 2020)
14. Antonio Martorell Lacave (20 de mayo de 2020-10 de febrero de 2021)
15. Antonio Planells Palau (11 de febrero de 2021-24 de febrero de 2021). Interino.[4]
16. Eugenio Díaz del Río Jáudenes (24 de febrero de 2021-presente)[5]